# Conospermum sigmoideum
Conospermum sigmoideum är en tvåhjärtbladig växtart som beskrevs av E.M. Bennett. Conospermum sigmoideum ingår i släktet Conospermum och familjen Proteaceae. Inga underarter finns listade i Catalogue of Life.